# Argània

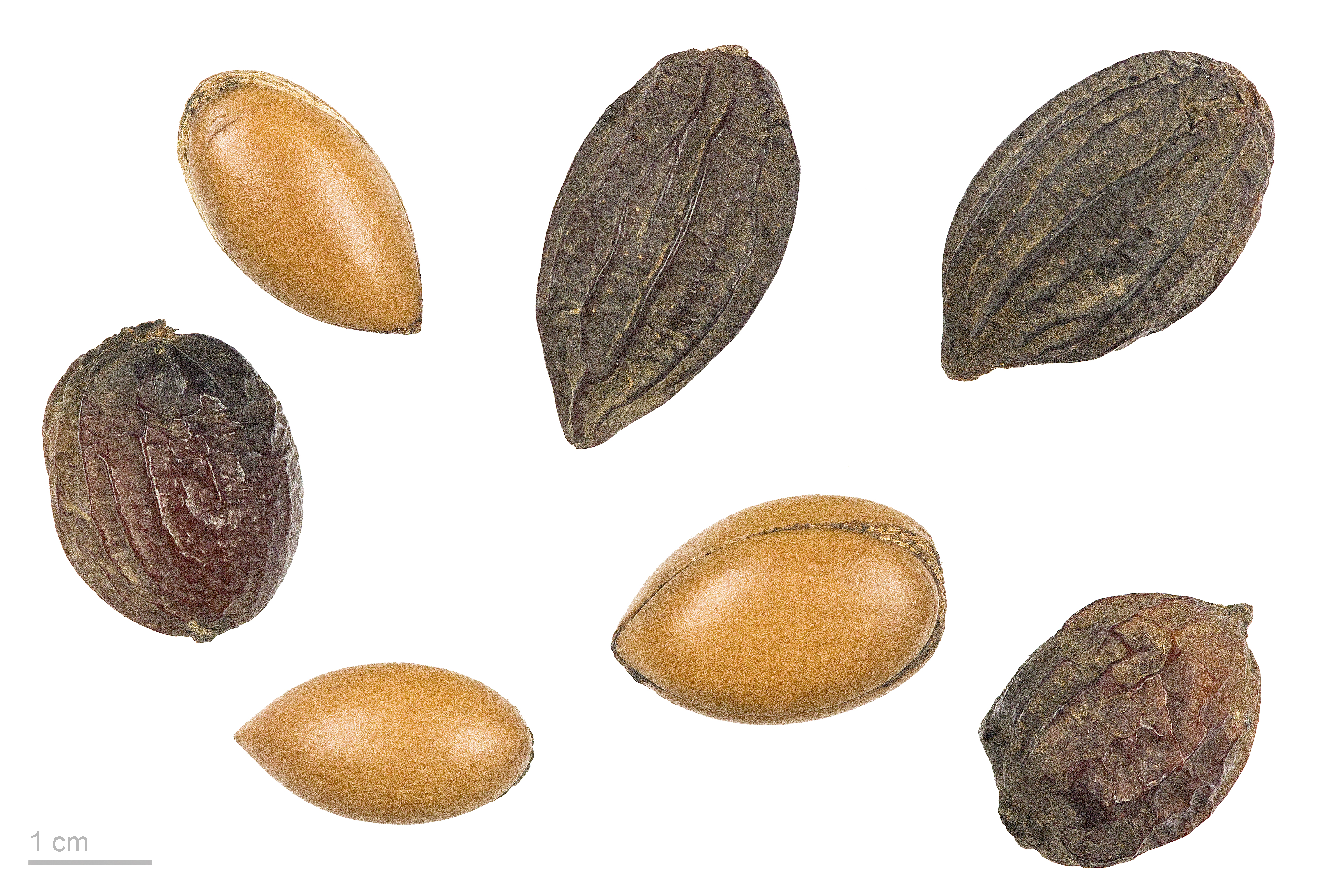
Fruits secs i llavors

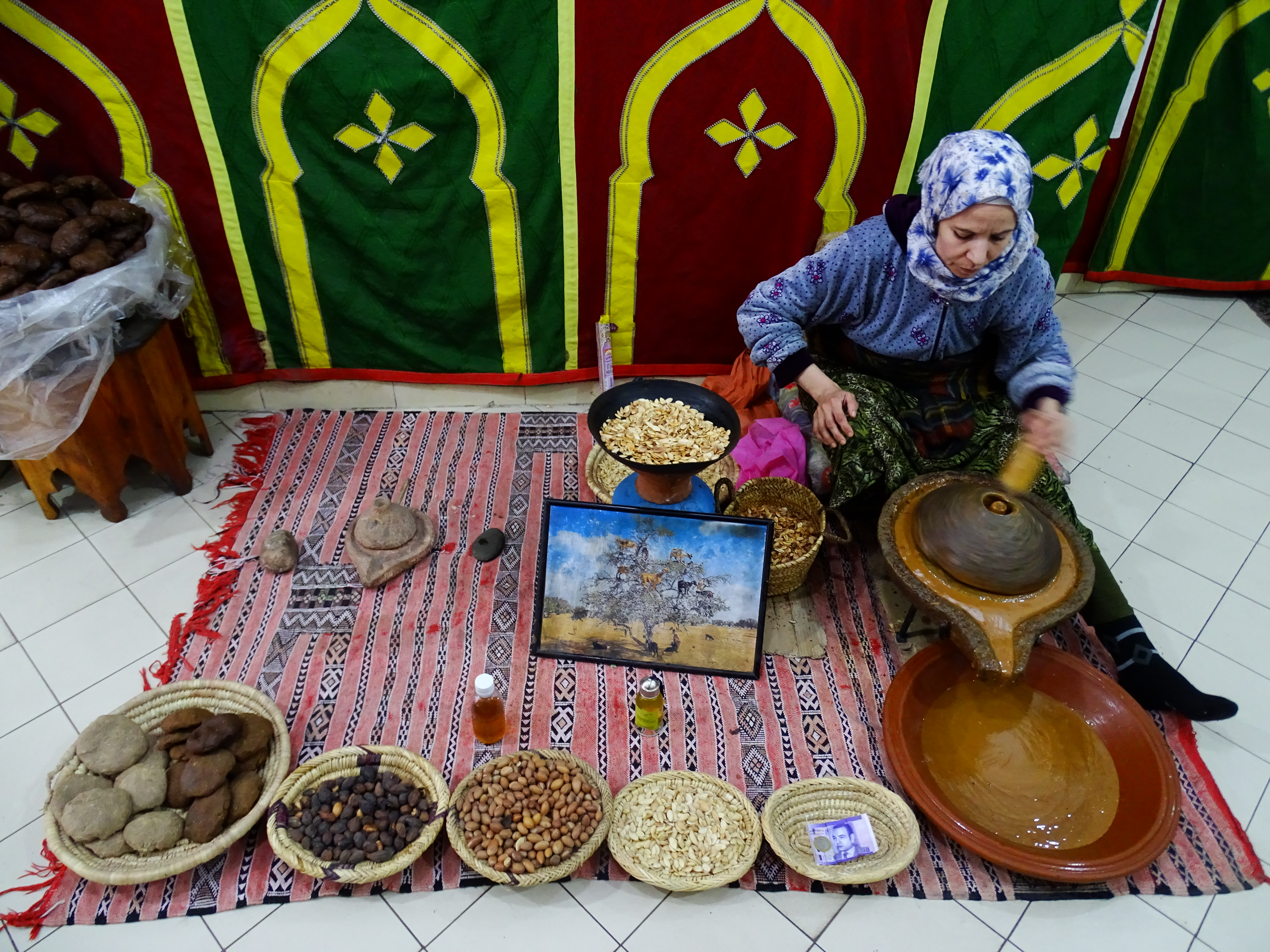
Demostració de la tècnica artesanal que s'utilitzava per a l'obtenció de l'oli d'argània al Marroc

L'argània (Sideroxylon spinosum), és una espècie de planta amb flors, i més precisament, és un arbre, que pertany al gènere Sideroxylon dins la família de les sapotàcies.

## Descripció
L'argània creix fins als 8-10 metres d'alçada i viu uns 150-200 anys. És espinosa, amb el tronc rugós. Té petites fulles de 2-4 cm de longitud, ovals amb l'àpex arrodonit. Les flors són petites, amb cinc pètals groc-verdosos; floreix a l'abril. El fruit és de 2-4 cm de longitud i 1,5-3 cm d'amplada, amb una pell gruixuda que envolta la closca, amarga i amb una fortor desagradable; aquesta closca envolta els fruits, que contenen 2-3 llavors riques en oli. El fruit triga un any a madurar, fins al juny-juliol de l'any següent.
Els boscos d'argània cobreixen 8.280 km² i han estat declarats Reserva de la Biosfera per la UNESCO. La superfície d'aquests boscos ha minvat un 50% durant els darrers cent anys a causa del seu ús com a combustible, la pastura i el cultiu intensiu. La millor protecció per conservar l'argània podria ser el recent desenvolupament de la producció d'oli d'argània per exportar-lo com un producte d'alt valor comercial.

## Distribució
Aquest arbre és natiu del sud del Marroc, de l'oest d'Algèria i el nord de Mauritània i el Sahara Occidental. Aquesta espècie ha estat introduïda a les illes Canàries i a punts de la península Ibèrica.

## Taxonomia
Aquesta planta de la família de les sapotàcies havia estat classificada dins el gènere Argania Roem. & Schult. del qual n'era la única espècie. Però els estudis filogenètics han demostrat que l'espècie s'havia d'integrar dins el gènere Sideroxylon, en conseqüència Argania ha esdevingut un sinònims del gènere Sideroxylon i l'espècie va ser reanomenada com a Sideroxylon spinosum i Argania spinosa n'és un dels seus sinònims.

### Sinònims
Els següents nomc científics són sinònims de Sideroxylon spinosum:
- Argania sideroxylon Roem. & Schult.
- Argania spinosa (L.) Skeels
- Sideroxylon argan (Retz.) Baill.
- Verlangia argan (Retz.) Neck. ex Raf.

## Usos
En alguns llocs del Marroc, l'argània pren el lloc de l'olivera com a font de recursos, ja que es fa servir com a farratge, combustible i fusta. És el combustible de la societat amaziga, especialment a prop d'Essaouira. Les cabres sovint s'enfilen a les argànies per menjar-se'n les fulles.

### Oli d'argània
L'oli d'argània es produeix en diverses cooperatives de dones de la regió. La majoria de les tasques per a l'extracció de l'oli són intensives, com ara extreure'n la polpa (que es fa servir com a menjar per als animals) i triturar els fruits entre dues pedres com si fossin nous. Les llavors es treuen i es torren, i això dona un gust característic a l'oli.

## Galeria

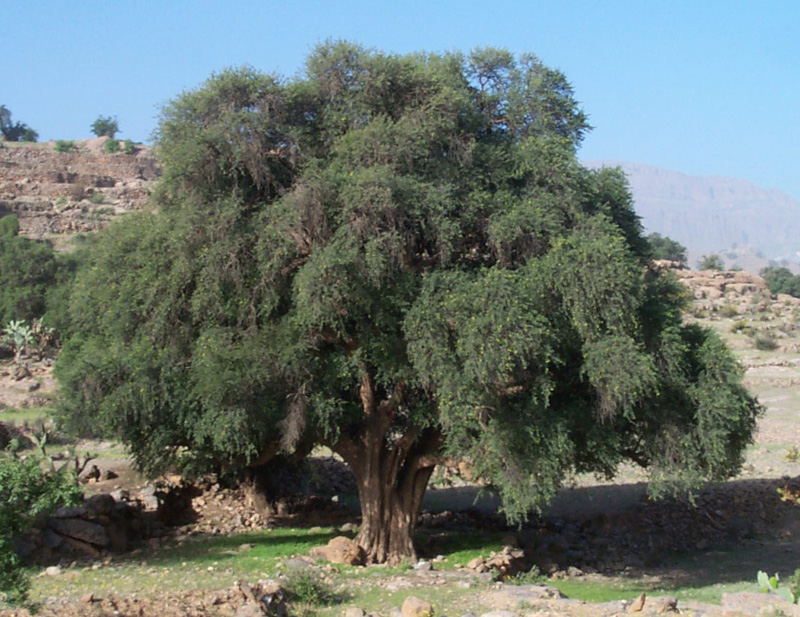
Argània
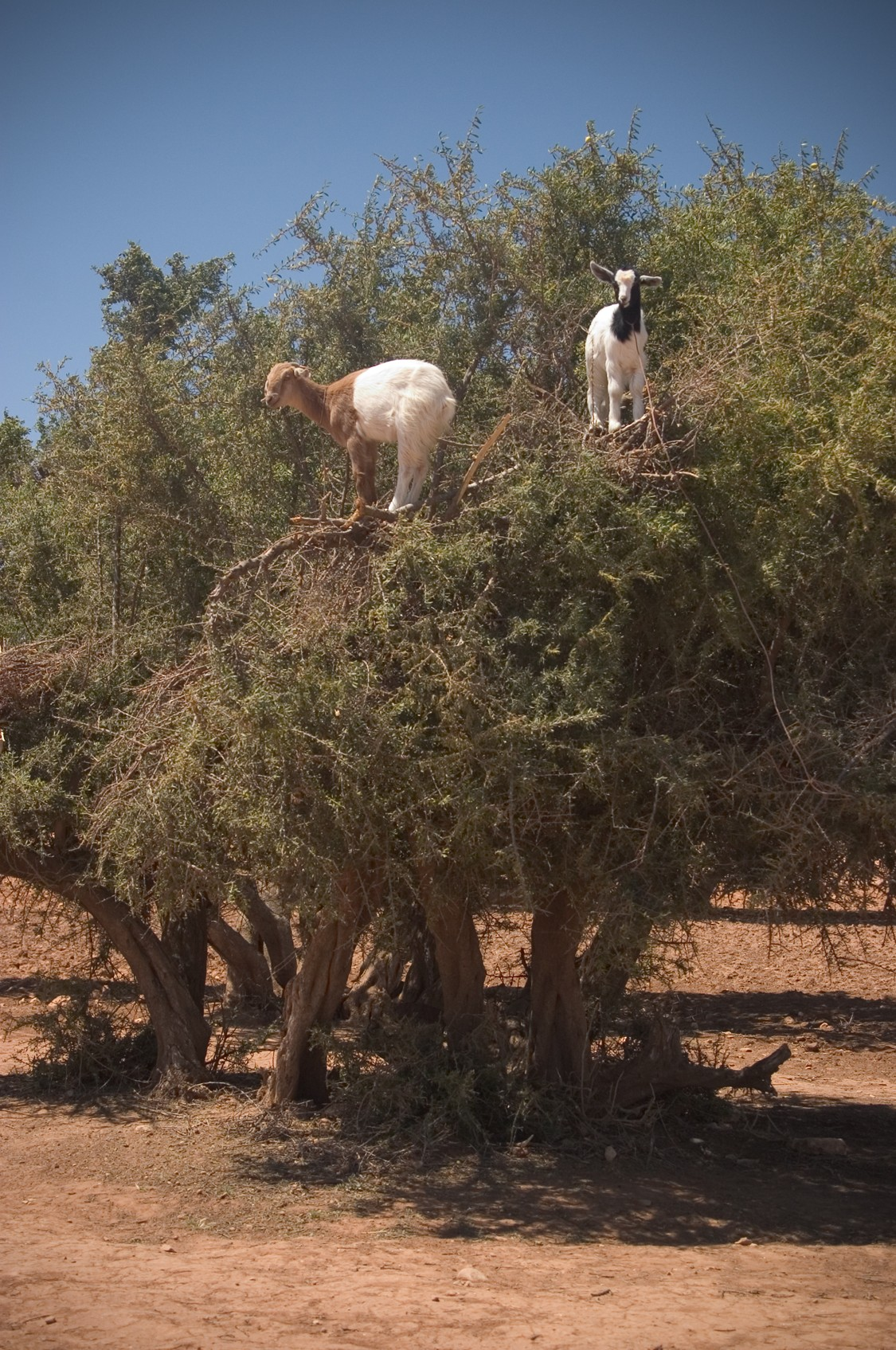
Cabres enfilades dalt d'una argània
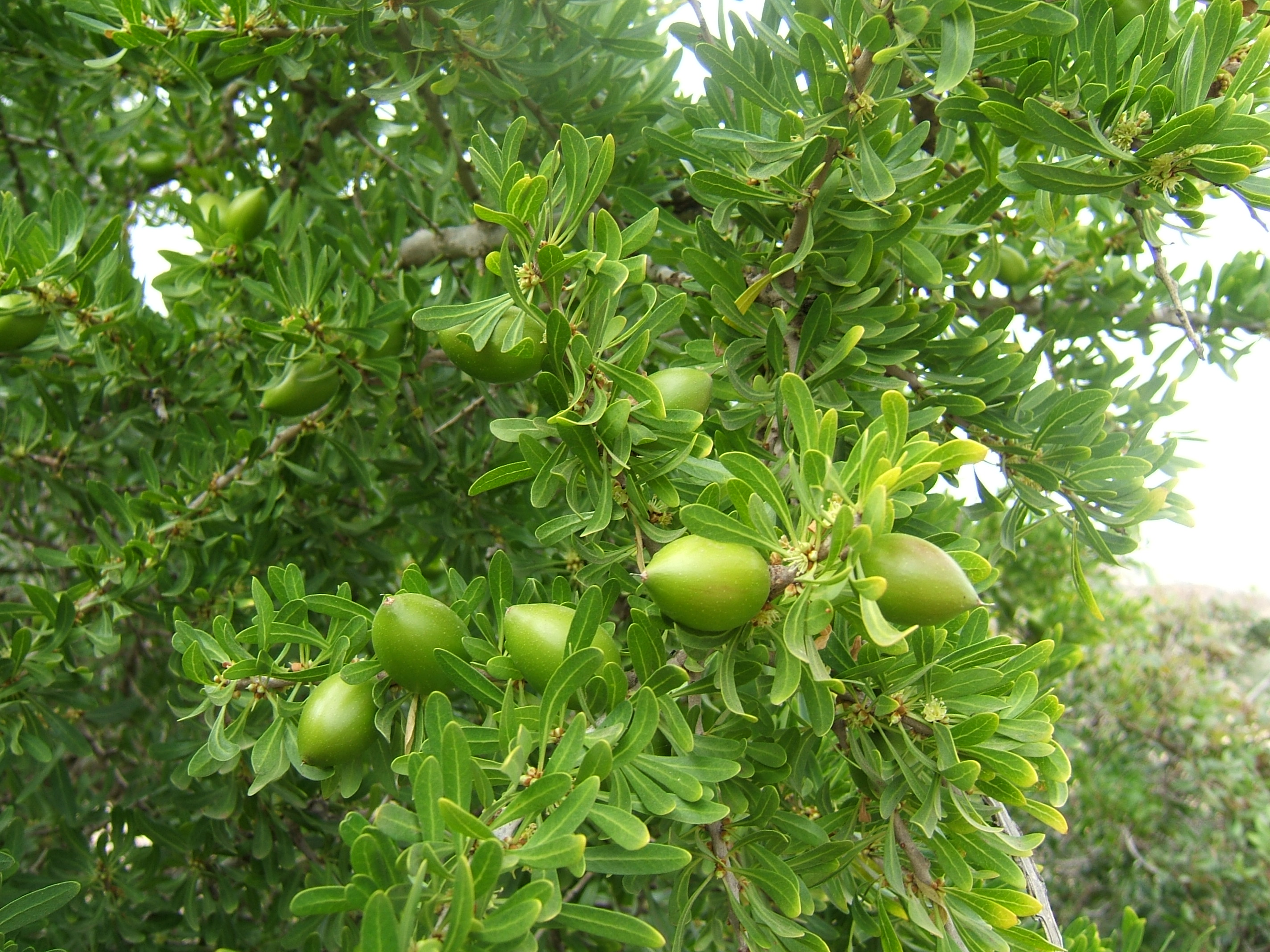
Fruits verds
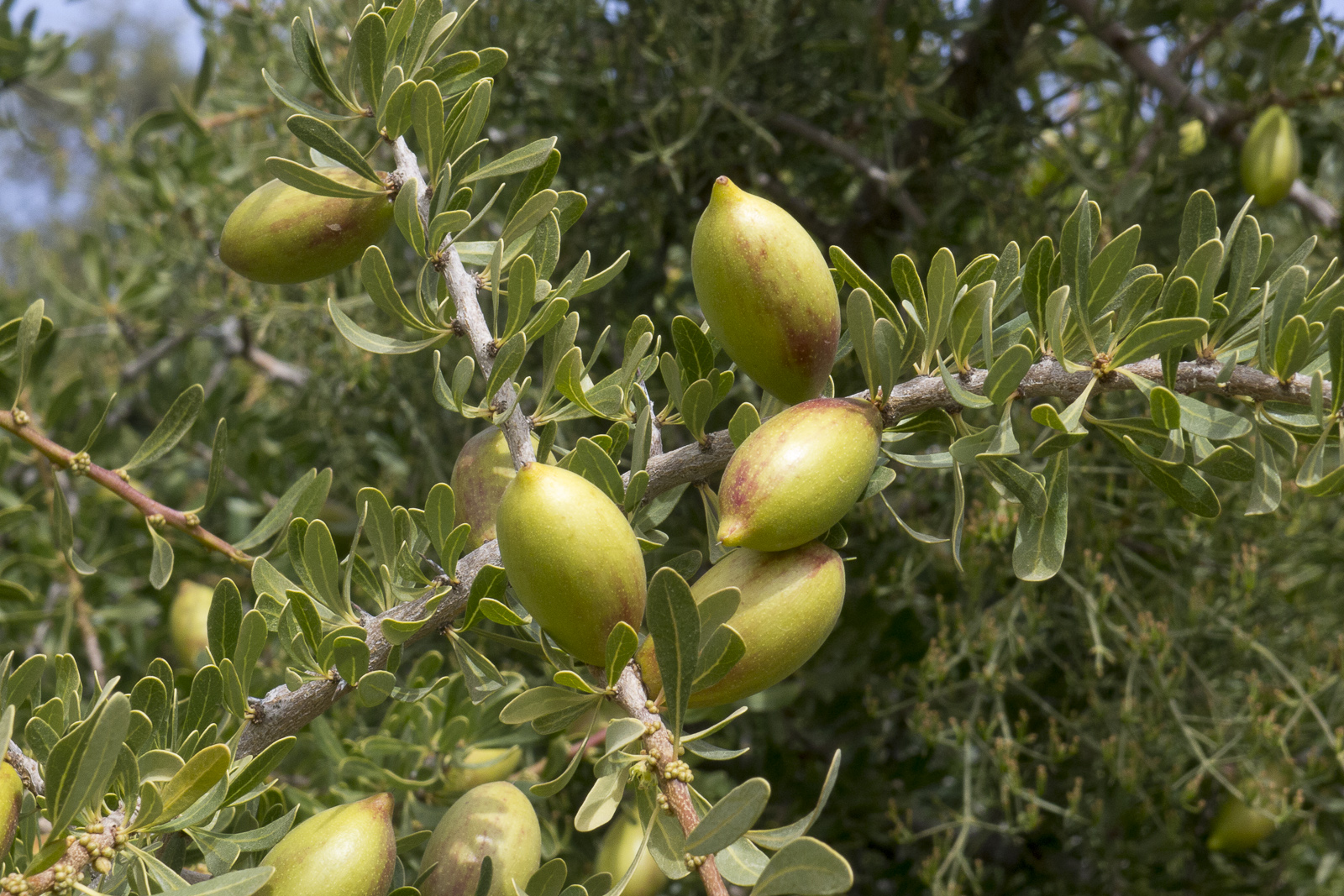
Fruits en procés de maduració
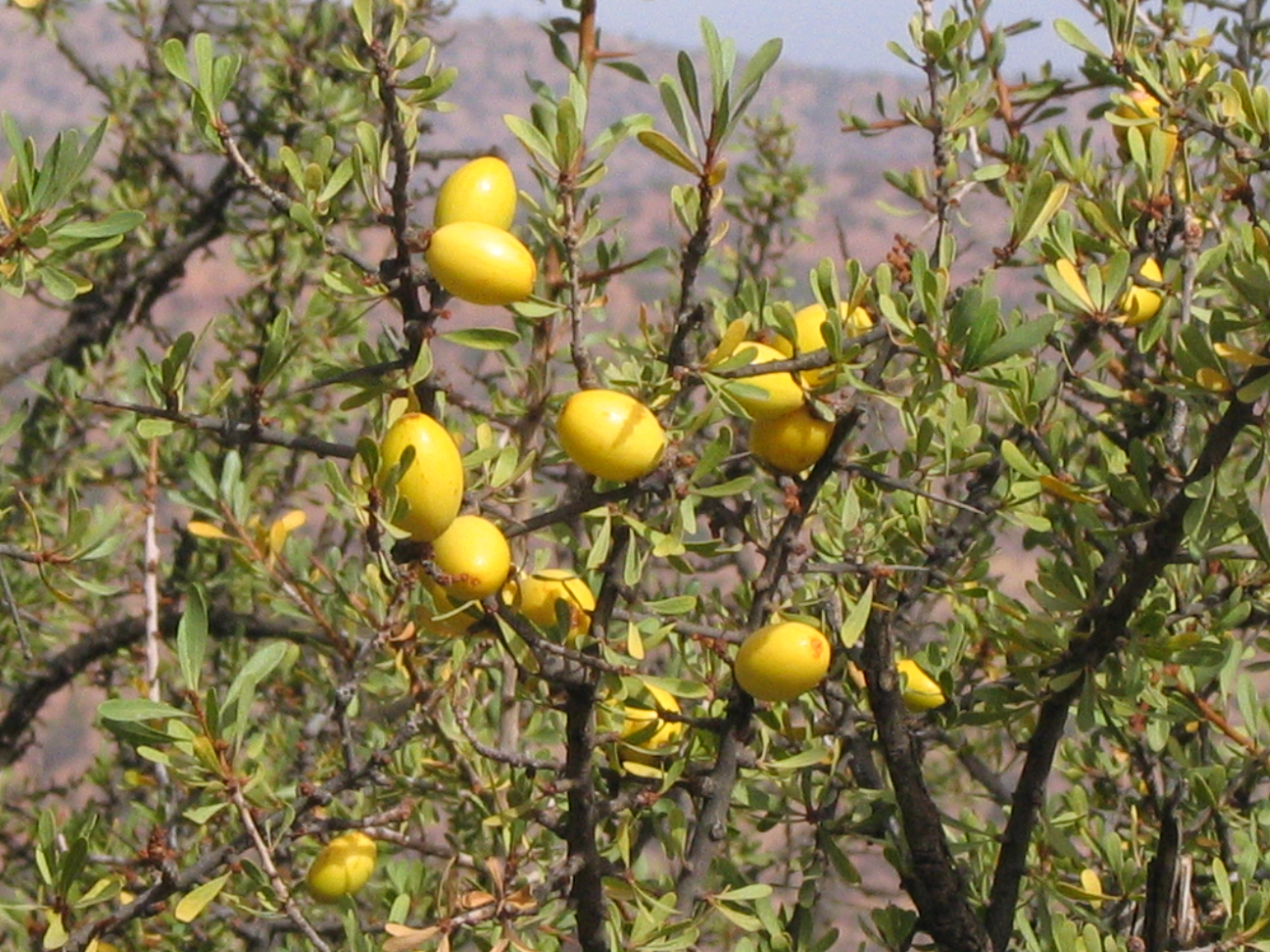
Fruits madurs
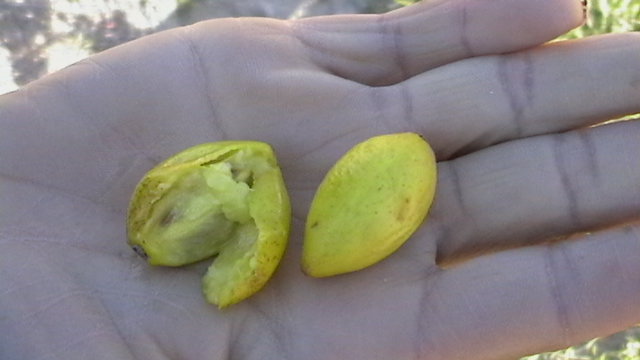
Fruits madurs
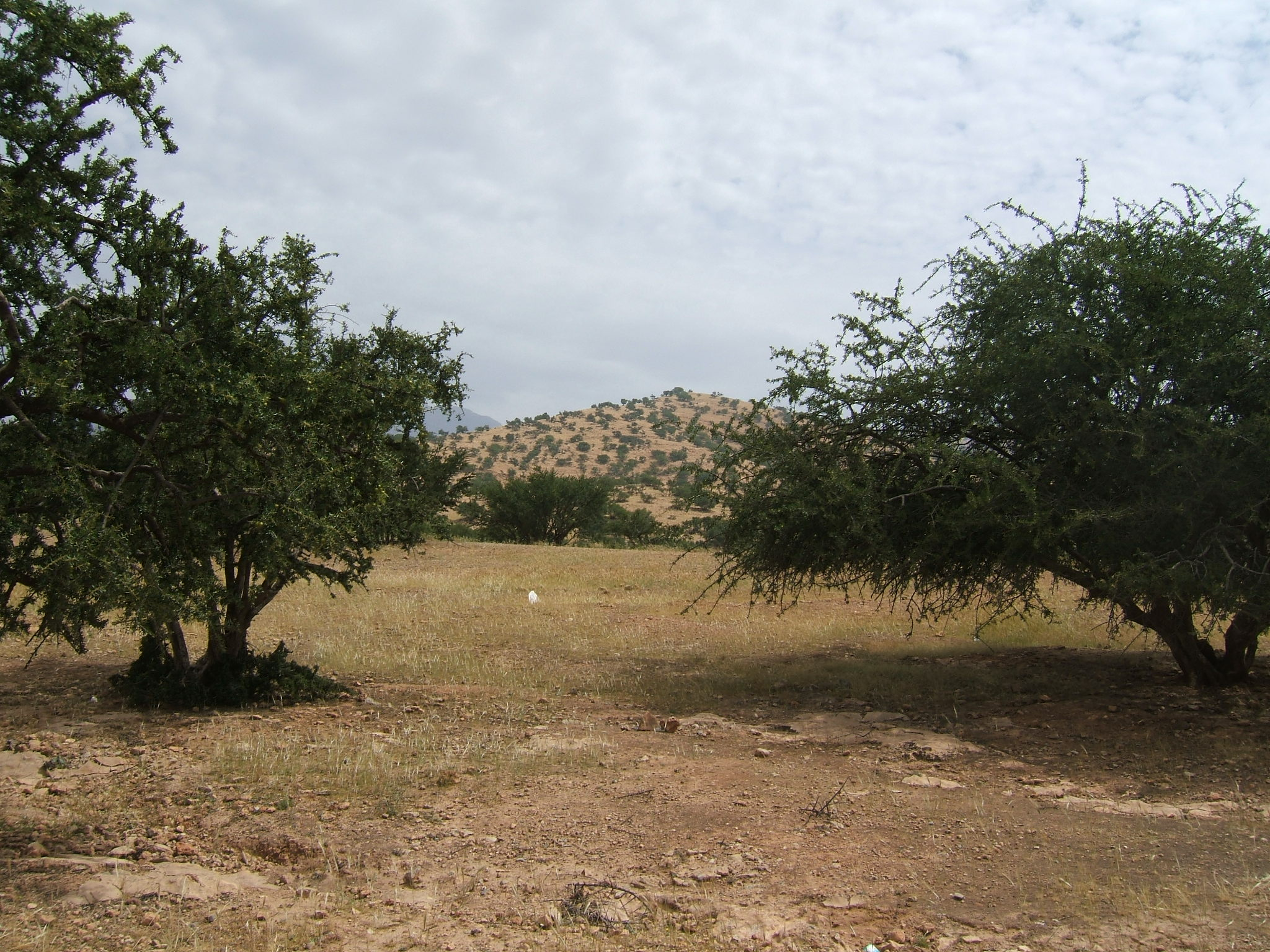
Argània al nord de Taroudant